# رد الصدر على العجز
رد الصدر على العجز في النثر فهو أنْ يَجْعَلَ المتكلِّمُ أحَدَ اللّفْظَيْنِ المكرَّرَين أو المتجانسين، أو مَا هو مُلْحقٌ بالمتجانِسَيْن في أوّل الفقَرَة، والآخر في آخِرِها. وفي الشعر فهو أن يجعلَ المتكلم أحد اللّفظين المكرّرين أو المتجانِسَيْن، أو ما هو مُلْحَقٌ بالمجانسين.
وأول من تكلم عن هذا الفن البديعي اللفظي عبد الله بن المعتز، فقد عده في كتابه أحد فنون البديع الخمسة الكبرى، وسماه (رد أعجاز الكلام على ما تقدمها)، وقسمه إلى ثلاثة أقسام ومثل له نثراً وشعراً للدلالة على أنه يرد في الكلام بنوعيه.

## أمثلة رد الصدر على العجز من القرآن والنثر
قال الله تعالى في مخاطبة رسوله صلى الله عليه وسلم بشأن تزوجّه من زينب مُطَلَّقة متبَنَّاه زَيْد:
{وَتَخْشَى النَّاسَ وَاللَّهُ أَحَقُّ أَن تَخْشَاهُ...} [الآية:37].
وهذا مثال اللفظين والمكرّرَيْن.
وقال الله عزَّ وجلَّ في حكاية ما قال نوح عليه السلام لقومه: {فَقُلْتُ اسْتَغْفِرُواْ رَبَّكُمْ إِنَّهُ كَانَ غَفَّاراً}.
وهذا مثال للّفظَيْن المتلاقِيَيْن في الاشتقاق.
وقال الله عزَّ وجلَّ في سورة الشعراء حكاية لما قال لوطٌ عليه السلام لقومه:
{قَالَ إِنِّي لِعَمَلِكُمْ مِّنَ الْقَالِينَ}.
وهذا مثال للّفظَيْنِ المتلاقِيَيْنِ فيما يشبه الاشتقاق.

## صور رد الصدر على العجز في الشعر
أ‌-       في اللفظين المكررين:
1 - ما يكون أحد اللفظين المكررين أي المتفقين لفظاً ومعنى في آخر البيت والثاني صدر المصراع الأول. ومن أمثلته قول الشاعر:
تمنّت سليمى أن أموت صبابة … وأهون شيء عندنا ما تمنّت
ومنه البيت الثاني من شعر عمر بن أبي ربيعة:
ليت هندا أنجزتنا ما تعد … وشفت أنفسنا مما تجد
واستبدت مرة واحدة … إنما العاجز من لا يستبد
2 - ومنه ما يكون أحد اللفظين المكررين في آخر البيت والثاني في حشو المصراع الأول، كما في قول الصمة القشيري:
تمتع من شميم عرار نجد … فما بعد العشية من عرار
ومنه قول جرير:
سقى الرمل صوب مستهل غمامه … وما ذاك إلا حبّ من حلّ بالرمل
3 - ومنه ما يكون أحد المكررين في آخر البيت والثاني في آخر المصراع الأول، كقول أبي تمام:
ومن كان بالبيض الكواعب مغرما … فإني بالبيض القواضب مغرما
4 - ومنه ما يكون أحد المكررين في آخر البيت والثاني في صدر المصراع الثاني كالبيت الثاني من قول ذي الرمة:
ألما على الدار التي لو وجدتها … بها أهلها ما كان وحشا مقيلها
وإن لم يكن إلا معرج ساعة … قليلا فإني نافع لي قليلها
ب- في اللفظين المتجانسين:
1 - ما يكون أحد اللفظين المتجانسين، أي المتشابهين لفظاً لا معنى في آخر البيت والثاني في صدر المصراع الأول، كقول القاضي الأرجاني:
دعاني من ملامكما سفاها … فداعي الشوق قبلكما دعاني
«دعاني» الأول فعل أمر بمعنى اتركاني، و«دعاني» في آخر البيت فعل ماض من الدعاء بمعنى الطلب.
2 - ومنه ما يكون أحد المتجانسين في آخر البيت والثاني في حشو المصراع الأول، كقول الثعالبي:
وإذا البلابل أفصحت بلغاتها...فانف البلابل باحتساء بلابل
«فالبلابل» الأول جمع بلبل وهو الطائر المعروف، و«البلابل» الثاني جمع بلبال بفتح الباء وهو شدة الحزن والهم، و«البلابل» الثالث جمع بلبلة وهو إبريق الخمر.
وموضع الشاهد هنا والمقصود بالتمثيل هو «البلابل» الثالث في آخر البيت بالنسبة إلى مجانسه الذي ورد في حشو المصراع الأول. فاللفظان كما ترى متجانسين، أي متشابهين لفظا مختلفين معنى.
3 - ومنه ما يكون أحد المتجانسين في آخر البيت والثاني في آخر المصراع الأول كقول الحريري:
فمشغوف بآيات المثاني … ومفتون برنات المثاني
فلفظ «المثاني» الأول يراد به القرآن الكريم ولفظ «المثاني» في آخر البيت يراد به المزامير، فاللفظان متشابهان لفظاً مختلفان معنى.
4 - ومنه ما يكون أحد المتجانسين في آخر البيت والآخر في أول المصراع الثاني، كقول القاضي الأرجاني:
أمّلتهم ثم تأمّلتهم … فلاح لي أن ليس فيهم فلاح
«فلاح» الأول فعل ماض بمعنى ظهر وبدا، و«فلاح» في آخر البيت اسم من الإفلاح بمعنى الفوز، فاللفظان متشابهان لفظا مختلفان معنى.
ج- في اللفظين الملحقين بالمتجانسين للاشتقاق:
1 - ما يكون اللفظان الملحقان بالمتجانسين يجمعهما الاشتقاق
وأحدهما في آخر البيت والثاني في صدر المصراع الأول كقول البحتري:
ضرائب أبدعتها في السماح … فلسنا نرى لك فيها ضريبا
«فالضرائب» جمع ضريبة وهي السجية والطبيعة والفطرة، يقال:
هذه ضريبته التي ضرب عليها، أي طبع وفطر عليها، و«الضريب» في آخر البيت: النظير والمثل، «فالضريبة والضريب» راجعان إلى أصل واحد في الاشتقاق.
2 - ومنه ما يكون اللفظان الملحقان بالمتجانسين يجمعهما الاشتقاق وأحدهما في آخر البيت والثاني في حشو
المصراع الأول، كقول امرئ القيس:
إذا المرء لم يخزن عليه لسانه … فليس على شيء سواه بخزان
فالفعل «يخزن» وصيغة المبالغة «خزّان» في آخر البيت مما يرجعان في الاشتقاق إلى أصل واحد.
3 - ومنه ما يكون اللفظان الملحقان بالمتجانسين يجمعهما الاشتقاق وأحدهما في آخر البيت والثاني في آخر المصراع الأول، كقول ابن عيينة المهلبي:
فدع الوعيد فما وعيدك ضائري … أطنين أجنحة الذباب يضير؟
«فضائر» و«يضير» مما يجمعهما الاشتقاق.
4 - ومنه ما يكون اللفظان الملحقان بالمتجانسين يجمعهما الاشتقاق
وأحدهما في آخر البيت، والآخر في صدر المصراع الثاني، كقول أبي تمام في رثاء محمد بن نهشل حين استشهد:
وقد كانت البيض القواضب في الوغى … بواتر فهي الآن من بعده بتر
«فالبواتر» و«البتر» بضم فسكون يرجعان في أصلهما إلى اشتقاق واحد.
د- في اللفظين الملحقين بالمتجانسين لشبه الاشتقاق:
1 - ما يكون اللفظان الملحقان بالمتجانسين يجمعهما شبه الاشتقاق وأحدهما في آخر البيت والثاني في صدر المصراع الأول، كقول الحريري:
ولاح يلحى على جري العنان إلى … ملهى فسحقا له من لائح لاح
ف «لاح» الأول ماضي يلوح بمعنى ظهر، و«لاح» في آخر البيت اسم فاعل من لحاه بمعنى أبعده، فهما متجانسان لفظاً مختلفان معنى، ويجمعهما شبه الاشتقاق.
2 - ومنه ما يكون اللفظان الملحقان بالمتجانسين يجمعهما شبه الاشتقاق وأحدهما في آخر البيت والثاني في حشو المصراع الأول، كقول المعري:
لو اختصرتم من الإحسان زرتكمو … والعذب يهجر للإفراط في الخصر
فلفظ «اختصر» الوارد في حشو المصراع الأول هو فعل ماض بمعنى قلّل، ولفظ «الخصر» بفتحتين في آخر البيت هو اسم بمعنى البرودة، فاللفظان متجانسان لفظا مختلفان معنى، ولهذا يجمعهما شبه الاشتقاق.
3 - ومنه ما يكون اللفظان الملحقان بالمتجانسين يجمعهما شبه الاشتقاق وأحدهما في آخر البيت والثاني في آخر المصراع الأول، كقول الحريري أيضا:
ومضطلع بتلخيص المعاني … ومطلع إلى تخليص عاني
فاللفظ الأول «المعاني» من عنى يعني، والثاني «عاني» اسم فاعل من عنا يعنو، فالجامع بينهما شبه الاشتقاق.